# Tu-160 (航空機)
 Tu-160 / Ту-160
MAKS 2007航空ショーにて離陸するTu-160
- 用途：爆撃機
- 分類：戦略爆撃機
- 製造者：ツポレフ設計局
- 運用者： ロシア（ロシア航空宇宙軍）
- 初飛行：1981年12月18日
- 生産数：35機
- 運用開始：1987年 / 2005年
- 運用状況：現役
- ユニットコスト：
Tu-160M2：150億RUルーブル(≒2億6700万USドル)

Tu-160（ロシア語: Ту-160 トゥー・ストー・シヂスャート）は、ソビエト連邦のツポレフ設計局が開発した可変翼超音速戦略爆撃機である。アメリカのB-1 ランサーに対抗して開発されたものとみられている
ロシア語で「白鳥」の意味の「ベールイ・レーベチ」（Белый лебедьビェールィイ・リェービェチ）の非公式愛称がついており、北大西洋条約機構 (NATO) の用いたNATOコードネームでは「ブラックジャック」（英語: Blackjack）と呼ばれた。。

## 概要
航空機70として開発が始められて、その後、試作1号機が1981年12月に初飛行し、1982年2月の試験飛行では音速を超えている。1987年には試作2号機が試験飛行中に墜落したが、この年の5月、最初の実用部隊の第184親衛重爆撃機連隊の2個飛行隊に配備され運用開始する。一方　西側諸国には、1981年11月にラメンスコイエ航空試験センターにあった試作1号機がアメリカの偵察衛星により確認され、最初に撮影された写真には、不鮮明ながらも隣にTu-144が並んで写っていたため、アメリカのB-1よりも一回り大きいことが分った。その後、名称がTu-160と判明、ブラックジャックのNATOコードネームが与えられている。

## 開発の経緯

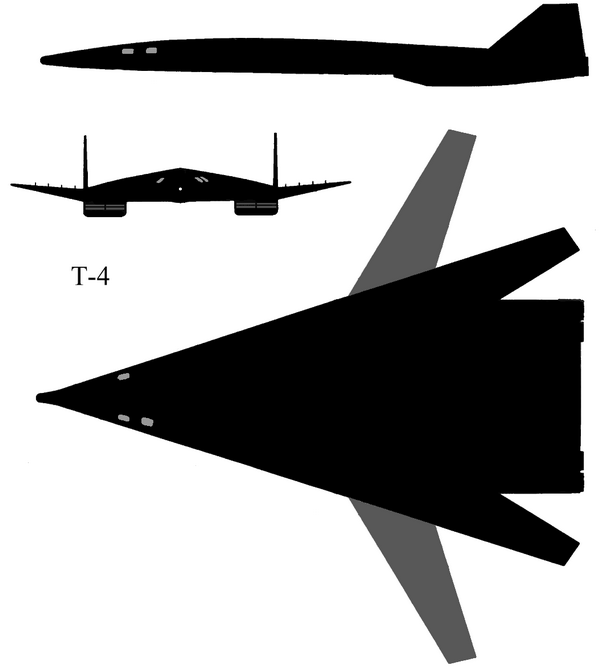
T-4MS

1964年10月にニキータ・フルシチョフが書記長を退任すると、軍事的影響力を宇宙技術開発と戦略ミサイルの拡充に依拠していた偏重志向は撤回され、新しい政治局は時代遅れになりつつあった軍事戦力の近代化を自らに課した。次世代の戦略爆撃機が開発される発端となったのは、既存の3MやTu-95、Tu-16に代わる新たな戦略航空機についての問題提起であり、1967年11月28日にはソビエト閣僚議会が決議した第 1098-378 号の中で提示された新しい多重形態の戦略大陸間航空機（Стратегическому Межконтинентальному Самолету, СМС)に基づく開発競争が発足した。この決定は1955年に米国で発足したヴァルキリー計画とその産物であるXB-70、続く1965年に開始された先進型有人戦略航空機計画（ASMA）に影響されたものとも考えられている。当初計画に参画したのはスホーイ、ミャシーシシェフで、ツポレフは開発中であったTu-22Mの初飛行を1969年8月に完了し、1970年から開発に加わった。3つの設計局に提示された技術要件は次の通りである。
- 高度18000m、速度3200～3500km/hでの超音速巡航、もしくは低高度亜音速航行した場合の航続距離は11000～13000km
- 高度10000mでの遷音速(800～900km/h)巡航時の航続距離は16000～18000km/h
- 地表付近での亜音速巡航および高高度での超音速巡航による敵防空網の突破
- 最大積載量45000kg
- 未舗装の第1種飛行場[3]から離陸可能であること

言い換えれば、ソ連空軍は敵の防空システムを貫通するために高高度、もしくは地表付近の高度を可能な最大速度で飛行し、脅威が無い場合は航続距離を最大化するため中高度を経済巡航するという複雑な飛行プロファイルに沿った任務の遂行が可能な、積載能力の高い機体を要求していた。こうした特徴を持つ航空機を実現するには複雑な開発手法と技術的問題の解決を必要とし、搭載されるエンジンと機体形状の研究の中で、速度域によって異なる機体特性と航続距離の妥協点を探るのが主な課題であった。1960年代から1970年代において、運用上でこのような機体特性の柔軟性、可変性が必要となった場合、設計上での解決策は可変後退翼の採用だったが、予備設計の段階では低アスペクトのデルタ翼機も比較対象として研究され、設計案として検討された。
TsAGIの風洞設備を用いた実験と研究の結果、可変後退翼は低アスペクトのデルタ翼機と比較して約1.5倍の空力効率であり、離陸特性は2倍優れていることが示された。可変後退翼が最も後退しているときの空力効率は同程度であった。航続距離に関しては、亜音速域で中高度(3000m~9000m)を飛行した場合は30~35％、低高度の場合は10%増加し、超音速巡航時はおおむね同じ航続距離となった。可変翼機構の搭載によって重量が増大する欠点については、発生する重量的な損失を補完する以上の翼面荷重の増加によって克服された。加えて、翼面荷重の増加により、デルタ翼機に比べて小さい推力重量比で未舗装滑走路から離陸することが可能となり、これによってエンジンの設計に際してより小型化・低重量化がもたらされ、相乗的に可変機構の重量的損失が補われる形となった。

もう１つの重要な課題は最大巡航速度であり、これは航続距離、機体を構成する主な素材、生産コストと関連していた。可変後退翼を備えた航空機がマッハ2.2で飛行した場合、マッハ3.0で飛行した場合と比較して大幅に航続距離が増加し、断熱圧縮を克服するためのチタンや高温強度の高い合金素材のかわりに、軽量なアルミニウムを主要な材料として使用することが可能となった。ツポレフは初期段階から最大速度をマッハ2.3として設計案を作成し、ミャシーシシェフもレイアウトの最適化と予備設計が進む中で同じ案を採用したが、スホーイは最初に提示された技術要件に近い巡航速度を実現するため、搭載燃料の増大と、革新的な空力特性を採り入れた設計手法を行うことで問題を解決しようとした。

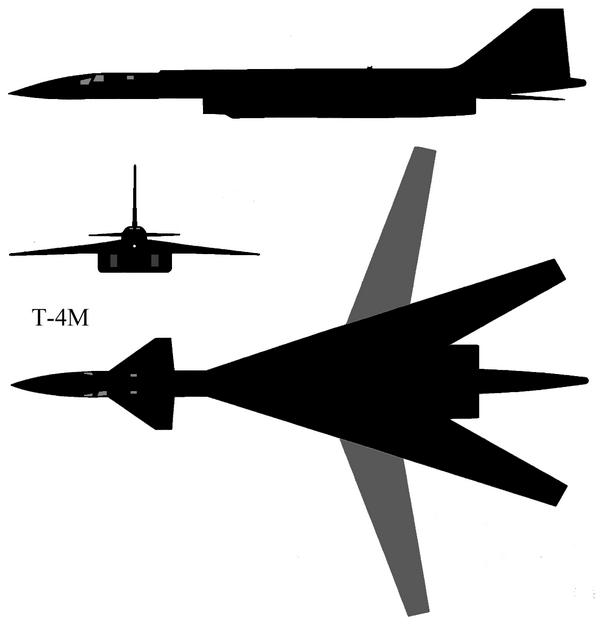
T-4M

### スホーイ：T-4M/T-4MS
スホーイ設計局による戦略爆撃機の提案は、1961年にソ連航空産業省が指示した超音速爆撃機の開発コンペティションに基づいて製作された設計案を継承、改良したものだった。この超音速爆撃機の主任務は敵の地上目標および敵海軍の空母打撃軍に対する偵察と破壊であり、要求された性能は航続距離約6000～8000km、最高速度マッハ３、武装は射程400～600キロの巡航ミサイルというものだった。同年の7月に科学技術審議会に提出された試作機、T-4の技術要件は最高速度3200km/h、巡航速度3000km/h、航続距離6000km、実用高度25000m～30000m、機体はカナード翼を備えたダブルデルタ翼機であった。同じコンペティションにはツポレフの設計案であるTu-135とヤコブレフのYak-35が提出されていたが、どちらも要求性能を満たしえないためT-4が採用された。しかしこの機体が初飛行を完了したのは1963年にソ連国家評議会の発令により開発が開始されてから9年後の1972年であった。この間に米ソ両国で進展した高高度迎撃能力に対応するため、亜音速での低空侵攻が可能な可変後退翼機構を擁したT-4Mが提案されたが、計画の主目的であった米海軍の空母打撃群に対する超音速爆撃機の選定は、より安価で比較的生産の容易なツポレフのTu-22Mへ改められた。その後、戦略爆撃機構想の審議会においてプロジェクトは機体形状に大幅に変更を加えたT-4MSとして提案され、一方のT-4も初飛行とその後の試験結果に空軍は肯定的であり、1975年～80年の5か年の間に250機が発注された。
最終審議において最も評価された計画案はミャシーシシェフのM-18プロジェクトで、空軍の技術要件を満たすパラメータが示されていたが、科学技術審議会はミャシーシシェフにとって前例のない戦略爆撃機の開発であることと、その後の試験、量産に際しての技術設備や生産施設の適合条件を考慮した結果、次世代戦略爆撃機はツポレフに移管されることとなった。
T-4のプロジェクトは試験段階の試作機、改修案も含め1976年初頭にに中止された。その理由は競合関係にあったツポレフの航空産業省への影響力や、T-4のような大型航空機を量産可能なカザン航空機工場(КАПО)の製造にTu-22Mが割り当てられたこと、すなわちツポレフの航空機生産基盤の優位性などが挙げられるが、この時スホーイ設計局では既にSu-17やSu-24などの主力戦闘爆撃機の改良や、将来のSu-27となるT-10の開発が進行中であり、T-4プロジェクトは作業リソースの超過によって継続不可能とみなされていた。

### ミャシーシシェフ：M-20/M-18

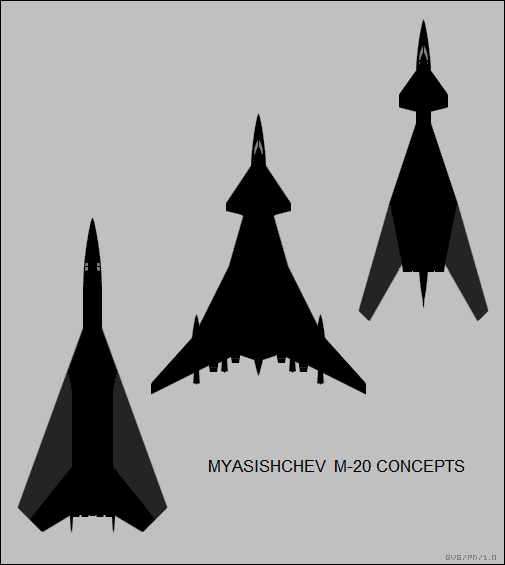
M-20のレイアウト案

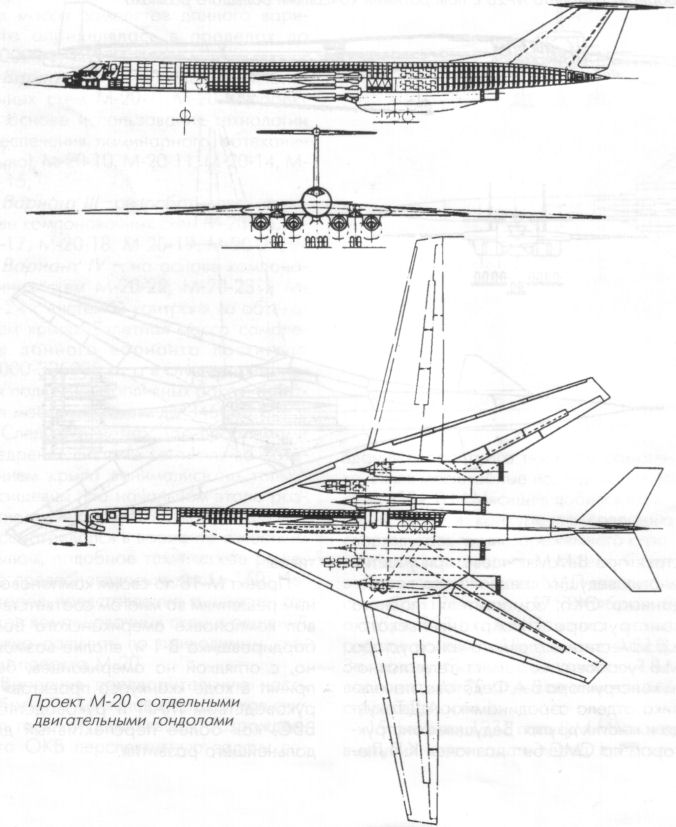
M-18

ウラジーミル・ミャシーシシェフの設計局(EMZ)の作業は1968年末に航空産業省からの発令により開始され、M-20という名前でいくつかの設計案が試作、研究された。M-20で策定された機体性能は、戦略目標への偵察および破壊、海上を航行する輸送機、早期警戒管制機の撃墜、航空基地から5000km～5500kmの範囲での対潜攻撃で、亜音速域の最大航続距離は16000km～18000kmであった。プロジェクトの主任設計技師だったコンスタンティン・リュチコフは、最初にスタンダートな機体形状から研究を開始した。ダブルデルタ翼と可変後退翼を基礎とした4つの設計案に基づくレイアウト上で、カナード翼の付与やT字型尾翼、単一もしくは２つの垂直尾翼のオプションが研究され、同時にエンジンや搭載する兵装、システムといった技術的要素も選定された。これらの研究はTsAGI、国防省、無線技術産業、防衛事業体などあらゆる研究機関と共同で実施され、エンジンはクイビシェフの2重回路エンジンを使用する計画であった。機体の航空力学と熱伝導に関するサブジェクトがTsAGIの実験設備に持ち込まれ、それぞれのレイアウト上での特性、パラメータの評価、構成材質の強度や剛性の研究、機体構成と重量特性の最適化など、膨大な作業を経た結果、ミャシーシシェフは次世代戦略爆撃機には可変後退翼を採用し、プロジェクトは新しいM-18航空機に移行した。M-18はM-20の設計案のうち、可変後退翼とカナードを備えたM-20-18レイアウトに基づいていたが、M-18ではカナード翼は除去されている。ミャシーシシェフはこれらの研究過程と成果を1971年2月15日に様々な研究機関や設計局に報告し、新型の航空機の特徴を次のように説明した。
- 戦闘重量の増加に伴い、離陸重量が増加した
- 敵の潜在的な防空網、防空コンプレックスへの対処に特殊装備が必要である
- 第1種飛行場（未舗装）から離陸する場合は、1.5～1.7倍の推力重量比が必要となる
- 巡航速度の向上：3000～3200km/h
- 上記の特徴に伴い、航続距離のおよそ3割が減少した

M-18の最終的な設計案においては、主翼と胴体部分が一体化した構造となっており、これにより中央部の容積が増加したため、胴体の中央箇所に可変後退翼の可動機構や降着装置、ウェポンベイ、燃料タンクコンパーメントの配置が可能となった。また巡航速度に関してはM2.2～M2.7とし、短時間で最大巡航速度に達するという結論となったため、コストの削減と主要構成素材としてより軽量なアルミニウム合金を使用することとなった。
全ての予備設計を完了したM-18プロジェクトは1972年の科学技術審議会に提出され、空軍の要求した技術要件をおおむね満たしているとして最も評価されていたが、前述の通り設計局にはM-18を量産体制に移行するための生産工場や技術設備が不足していたため、計画案も含め戦略爆撃機構想はツポレフに移管された。

### ツポレフの計画案
一方のツポレフは1969年に戦略爆撃機構想に参画した当初、空軍の提示した技術要件よりも技術的に実現可能な最大限の性能を重視していた。最も際立った仕様変更は巡航速度で、マッハ3.0～3.2の巡航速度とマッハ2.3の巡航速度の間では、速度が航空機の戦闘能力に影響を及ぼすことはないとして、余剰な速度性能を実現する要素を排除することで開発コストとリスクを相殺した。またツポレフはTu-144の開発過程で得た、大型の超音速航空機に関する機体構造の最適な設計手法や熱力学上の問題を解決する手段などの様々な技術的蓄積を擁していたが、重量の増加する可変後退翼はこうした利点を無効にする要求であったため、可変後退翼を持たないTu-144を基礎として作業を始めた。このプロジェクトは160M (izdeliye L)という名前で1972年まで継続されたが、同年の科学技術審議会の最終的な決定において次世代の戦略爆撃機の開発がツポレフに移管されたため、ツポレフは可変後退翼を備えた戦略爆撃機の開始することとなる。
当初、プロジェクトの主任設計技師であったヴァレンティン・ブリズニュクと他の航空機デザイナーは、ミャシーシシェフのM-18案に懐疑的であり、航空機の設計は引き続きTu-144と過去のコンペティションで未採用となったTu-135を基礎とした。しかし予備設計の段階では空軍の技術要件を満たすことができず、Tu-22Mで採用された可変翼機構に基づいて設計案は修正された。形状の決定に大きく影響したのは4基のエンジンの配置で、最初はTu-22M3に類似したインテークと、主翼と胴体の接合部の後方に、胴体を挟んで左右に2つずつ並列配置するという形状であったが、TsAGIで実施された様々なレイアウトのテストの結果、最終的にはミャシーシシェフのM-18同様、インテークは機体の下部に移動し、機首から胴体、主翼接合部が滑らかに一体化した形状となった。
同時にエンジンの開発も進行し、1974年にテストはTu-22Mに搭載されたクズネツォフ NK-25で行われたが、燃料性能が要求された航続距離を満たすことができなかったため、1977年に推力を維持したまま燃料効率を改善したNK-32エンジンの開発が開始された。飛行試験は1980年にTu-142LLに搭載して行われ、1983年に量産が開始されている。
最も重要な主翼の可変機構の開発に際しては、航空産業省のピョートル・デメンティエフ大臣により直接創設された国家プログラムにより、新しい冶金技術が生み出され、細部を構成するチタン合金部品の真空溶接や、大規模なコンポーネントを建造する設備などが準備された。
武装はラドゥガ設計局のKh-45を機内のウェポンベイに2基、もしくはKh-15短距離空対地ミサイルを24基携行するとされていたが、1976年にソ連側がアメリカの開発したALCM(AGM-68)の存在を察知すると、Kh-45の開発はキャンセルされ、代わりに射程が延伸され戦略弾頭の運用可能なKh-55が選択された。
上述のシステムと機体構成上の問題点の解決、機体生産に関わる技術企業と航空産業省、空軍の間での合意が完了した後、1974年6月26日と1975年12月19日にソビエト閣僚議会は決議案、第1040-348号を承認し、Tu-160の生産命令が下された。性能諸元は下記の通りになった。
- 実用高度：18000m-20000m
- 通常戦闘重量：9000kg、最大積載量40000kg
- 航続距離：14000km～16000km
- 飛行ルートにより、飛行プロファイルは、敵の戦略防空システム圏内への低空侵攻(高度50m～200m、想定距離2000km)、あるいは超音速飛行時(12000km～13000 km)の高度と飛行距離を含む
- 巡航速度：2300〜2500 km/h、低高度：1000km/h
- エンジン：クズネツォフ NK-32 アフターバーナー付きターボファンエンジン
- 武装：Kh-45：2発（後に除外）、Kh-15:24発、Kh-15M:12発、Kh-55：12発、その他の無誘導・レーザー誘導・テレビ誘導爆弾など

### 原型機と量産機

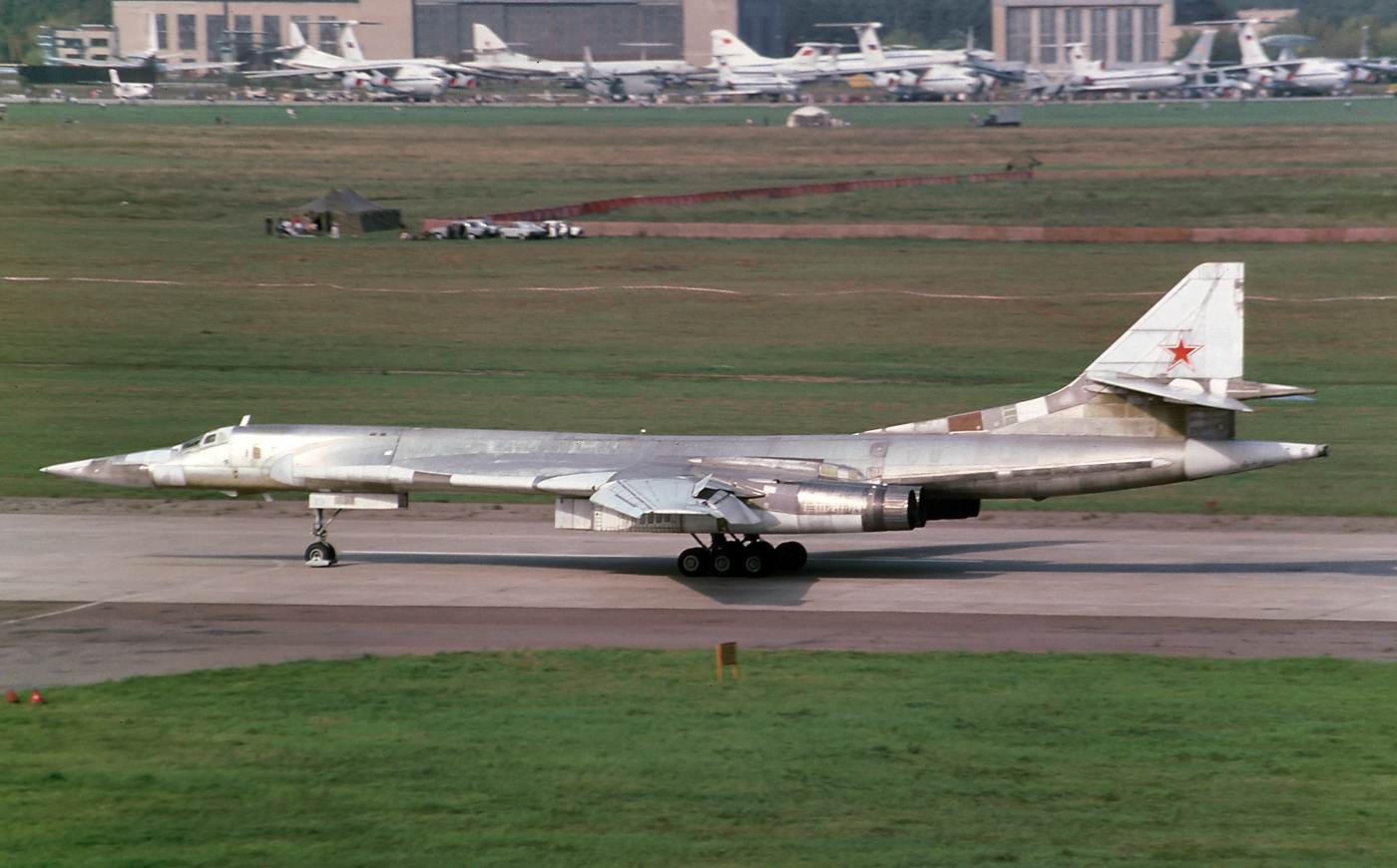
原型機は量産機と異なり、垂直尾翼の下にあるレドームの内部に電子戦アンテナが搭載されていないため、尖った形状になっている。

1977年に予備設計が承認され、原型初号機(70-1)、2号機(70-2)、3号機(70-3)がモスクワ機械製造工場「オープィト」(ММЗ "ОПЫТ")での製造が始まった。これらの３機は量産機とは異なった方法で組み立てられ、初号機は専ら試験飛行のみに製造されたため既存のシステムと装置を搭載し、２号機は地上試験用のための機体で、アヴィオニクスや航法装置は搭載していなかった。原型初号機の試験は１９８１年に開始され、操縦士はボリス・イヴァノヴィッチ・ヴェレメイだった。最初のテストは飛行場のタキシングから始まり、機体が滑走路から離陸したのは12月18日だった。その後、機体はテストヘッドとして数年間運用され、1985年に超音速に到達した。原型３号機が完成したのは1984年で、この機体は量産機に搭載する標準装備が積載されており、初号機、２号機で得られた改良点も反映されていた。
原型機の試験と平行して、カザン航空機製造合同(КАПО)では量産機の製造が進められ、最初の生産バッチと2番目の生産バッチの５機は国家試験用の機体として組み立てられ、初飛行を完了したあとは試験のためM・M・グロモフ記念航空研究所に移送された。量産初号機が初飛行を果たしたのは1984年10月10日であった。1989年までにすべての国家試験が完了した。

### 運用試験
1987年4月23日に、空軍に納入された最初の量産機（p/n:203,301）が、ウクライナSSRのプリルキ基地に到着した。輸送された機体のうち1機は、第37航空軍の副司令官であったレフ・コズロフ少将の操縦により着陸した。当初、Tu-160はエンゲルス空軍基地を拠点とする第1096重爆撃機航空連隊に配備される予定であったが、第184親衛重爆撃機航空連隊への配備に変更された。この連隊は数年前よりTu-160の運用を考慮して滑走路を延長させ、Tu-160を受領する8が月以上前には訓練のためパイロットをカザンとサマーラへ派遣していた。またかねてより連隊はパイロットを可変翼を備えた重爆撃機の操縦に慣熟させるため、事前にTu-22M3を配備し、飛行訓練を実施していた。
Tu-160の訓練は連隊が機体を受領した翌月の5月12日に開始された。7月末からはKh-55の射撃訓練も実施され、8月には戦闘運用をシミュレートした飛行も行われている。この期間は同時に、航空機の初期サイクルに特有の数々の問題を特定し、克服するための運用試験も伴っていた。無線システムは数多くの問題を引き起こし、エンジンの振動が影響を及ぼす位置に格納されていた自己防衛システムの機能不全、エンジンそのものを構成するノズル部品の頻繁な脱落や、飛行中にエンジンが停止する場合もあった。機体の信頼性に関わる問題が多く発生していたが、これらの問題は逐次、プリルキ基地に常駐する300人の技術者によって間もなく解消されていった。
Tu-160が作戦能力を獲得するにつれ、飛行範囲も拡大された。プリルキ基地からバイカル湖までの長距離飛行を達成すると、さらに北部のバレンツ海、北極を超えて米国、および周辺海域を射程に収めた巡航ミサイル発射地点へ到達した。

## 設計・特徴・性能

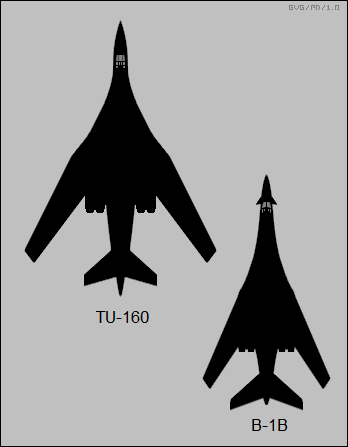
Tu-160(左側)とB-1(右側)、Tu-160の方がB-1より機体が一回り大きいことが分かる。

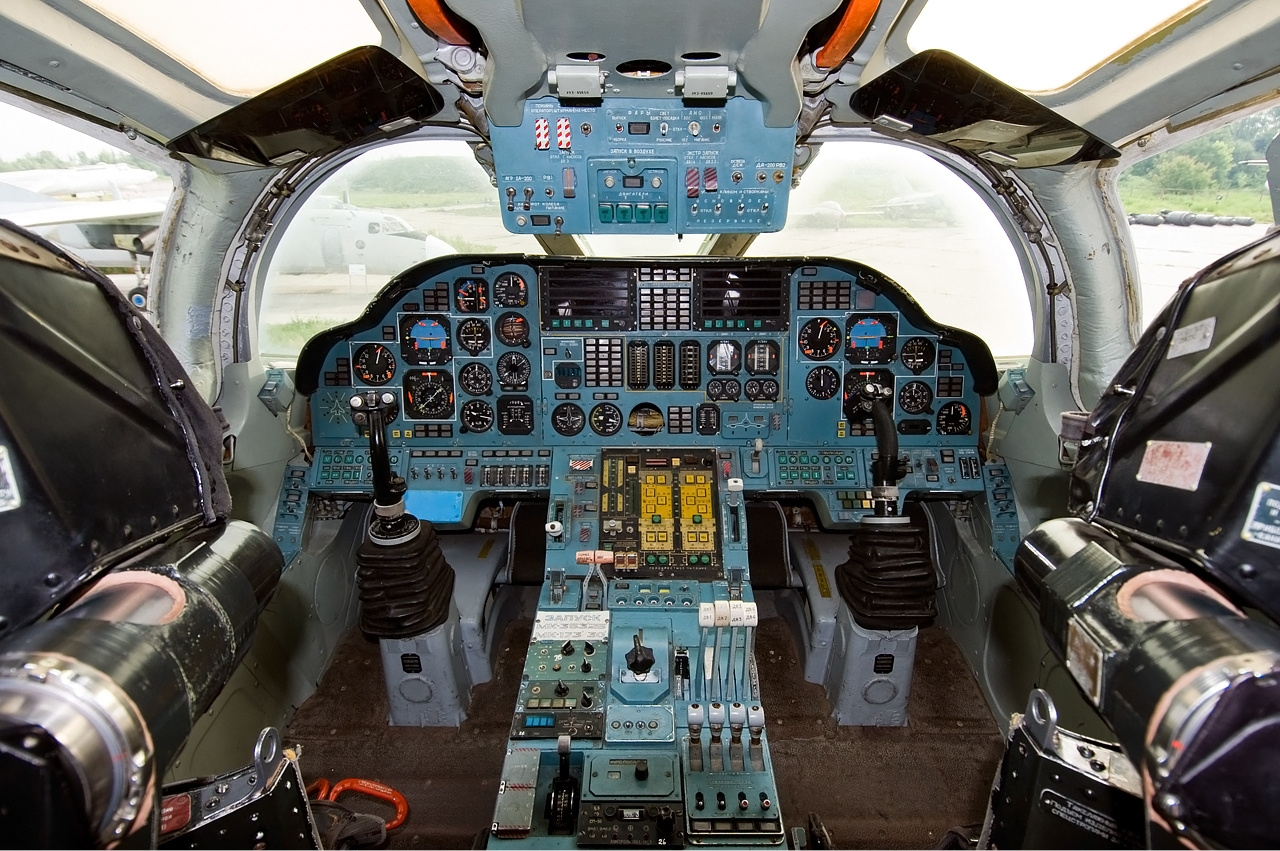
Tu-160のコックピット、機体を操作する操縦装置が操縦輪ではなく操縦桿となっている。

機体は胴体から主翼まで滑らかに厚さを変化させたブレンデッドウィングボディを採用しており、固定翼部の前縁は角度が大きい後退翼となっている。エンジン配置を含む基本構成はB-1と似ているが機体サイズはB-1より一回り大きく、最大離陸重量はB-1Bの216tに対して27%増の276t、また、搭載するNK-32エンジンはドライ推力でもB-1B搭載のF101のアフターバーナー使用時に匹敵し、アフターバーナー使用時にはさらに80%近く増力する。一回り大きい機体と2倍近いエンジン出力により、最大速度はB-1Bのマッハ1.25に対してB-1Aのマッハ2.2と同等のマッハ2.05、航続距離はB-1Bを16%上回る14,000 km、最大搭載量はB-1Bの34tを17%上回る40tとなっている。
飛行性能はTu-160が上回るが、ステルス性はB-1が優れる。操縦装置は4重のアナログ式フライ・バイ・ワイヤ方式を採用している。機首には、下面に目視照準用のOPB-15前方TVカメラが収められた張り出し窓があり、コックピット前方に引き込み式空中給油用プローブがある。他に、アクティブECM防御装置、レーダー警報受信機、チャフ・フレア・ディスペンサーを搭載する。また、燃料タンクは胴体中央部の左右の固定翼部の前縁、胴体後部、左右の主翼内に5つあり、合計170,000ℓ、燃料を搭載できる。
可変翼である主翼の後退角は20度、35度、65度の三段階から手動で選択する。離着陸においては20度、高速飛行においては65度を使用する。主翼は、前縁のほぼすべてにスラット、後縁最外側にドループ・エルロン、その内側に横に3分割されたダブルスロッテッドフラップ、上部に片側5枚のスポイラーを装備する。垂直尾翼と水平尾翼は全体が可動する全遊動式となっており、垂直尾翼の固定部前縁から胴体背部の主翼後縁部までの間にドーサル・フィンを持つ。
エンジンはB-1同様、逆V字型の空気取入口の中央にスプリッター・プレートを取付けてアフターバーナー付きターボファンエンジン2基に吸気を供給するポッド2基を胴体を挟んで装備しており、計4発搭載している。
ランディング・ギヤ（着陸装置）はB-1と同じ3脚で、主脚はB-1Bより1対多い3輪ボギー式の2重タイヤで6輪、前脚はB-1B同様の2重タイヤとなっている。前脚は後方に引き込まれて収納される。主脚は後方に引き上げた後、ボギー軸を90度捻ってタイヤ軸を機体中心線と平行にしてから収納される。
機首に地形追随機能付きのオブソール-K（NATOコードネーム グラム・パイプ）多モード航法/爆撃レーダーを搭載し、地上からの一定間隔を保ったままの超低空飛行を可能としている。
コックピットは4人乗りで、並列に2人ずつの座席があり、前列にパイロットとコパイロット、後列にシステム操作員2名が搭乗する。コックピット計器はグラスコックピットやヘッド・アップ・ディスプレイなどはなく、通常のアナログ計器で、中央に文字などを表示できるアナウンシエーター・パネル2基を配置している。
機体のローリングとピッチング制御には大型機で通常使用する操作輪ではなく操縦桿を装備する。操縦桿は根元部分が固定されグリップ部分だけが動く方式となっている。
操縦席にはK-36Dゼロ・ゼロ式射出座席を装備、緊急時にはコックピット天井部を吹き飛ばした後に射出する。
乗員は前脚収納部にある搭乗口から乗り降りする。上部に扇風機がある。

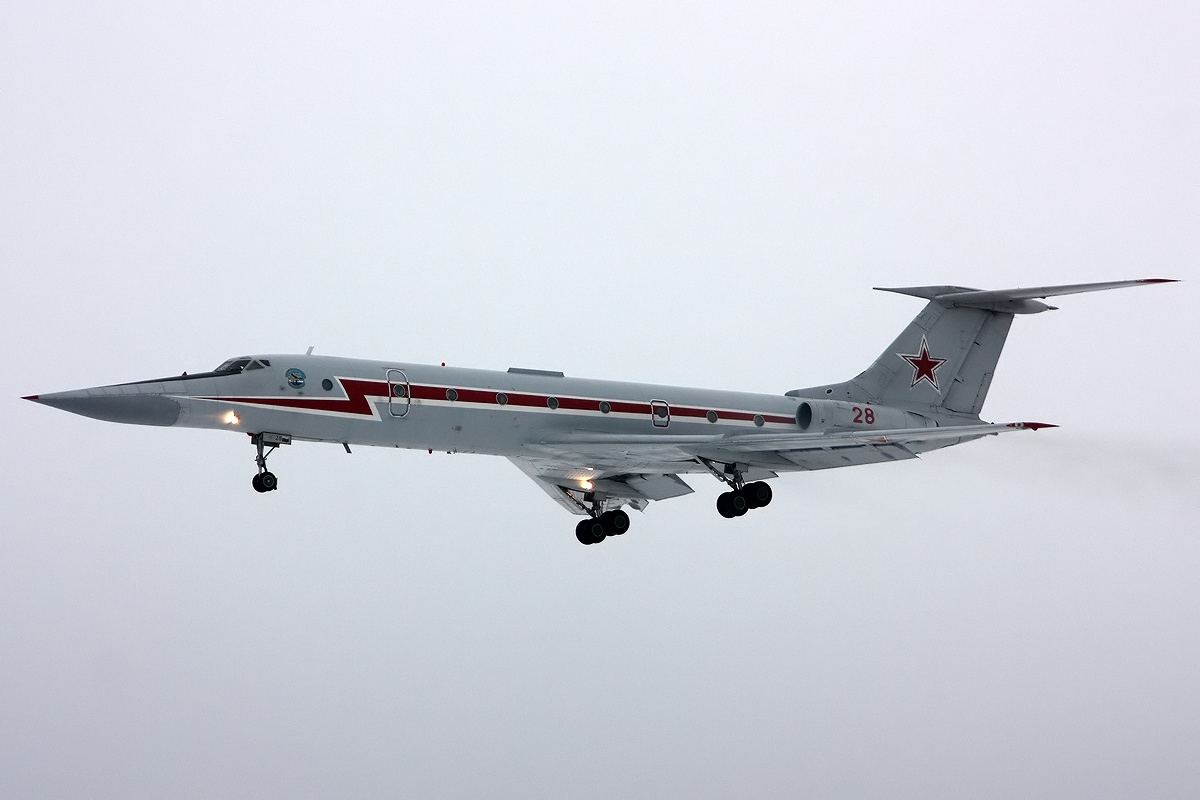
Tu-22M3と同様、本機のパイロットの訓練にはTu-134UBLが使用される。

兵装類は、胴体中央の縦に2分割されたタンデム配置の兵器倉に収納し、機外には搭載しない。通常爆弾の最大積載量は18,000kgまでだが、ミサイルを含めた攻撃兵器類を搭載した場合の最大積載量は40,000 kg。ミサイルはKh-55（AS-15A）またはRKV-500B（AS-15B）核巡航ミサイルを6発ずつ装着した回転式ランチャーを1つの兵器倉に各1基搭載し最大12発、Kh-15P（AS-16）短距離攻撃ミサイルを1つの兵器倉に12発搭載し最大24発を携行できる。
アメリカはTu-160はB-1を模倣していると批判したが、ソビエトは「同じコンセプトを目指した結果、同じ形になった」と反論した。このような機体の類似性に関するやりとりは当時の宇宙往還機「ブラン」や各国の超音速輸送機（ソ連ではTu-144）においても発生している。

## 運用

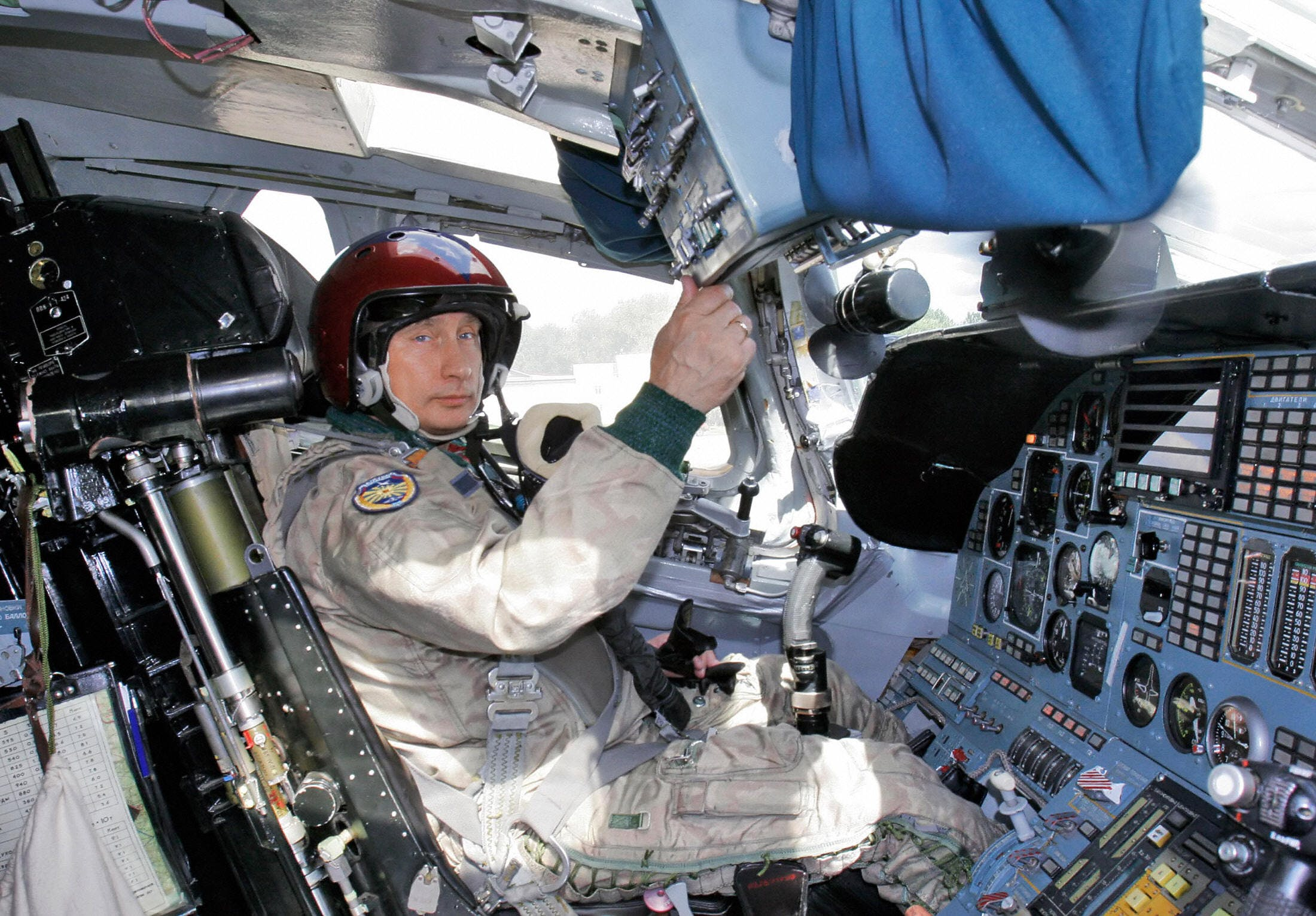
2005年8月16日の訪問時にTu-160の操縦席に座るプーチン大統領（当時）。射出座席と黒い小型扇風機が見える。

当初はTu-95を置き換える予定であったといわれているが、製造途中でソ連が崩壊してしまい、試作機8機を含むわずか35機しか生産されなかった。2015年頃より再生産が模索され、既存機への近代化と合わせ50機程度の新造機Tu-160M2を購入する見込みである。この再生産の一環か2019年2月12日にプーチン大統領は超音速旅客機への改装案を提案・発表しているが、ロシア産業貿易大臣のデニス・マントゥロフはこれを否定している。
ロシア共和国以外の地域に配備されていたTu-160はそれぞれ所属基地のある旧ソ連構成諸国に引き取られ、特にウクライナは19機を保有していた。しかしながら、Tu-160は極めて複雑な構造のためこれらの旧構成諸国での運用は困難で、全く運用されず放置されていた。そのため、1990年代中期から2000年前後にかけ、ロシア連邦が買い戻し交渉により8機程度を入手したほかは解体処分となり、ウクライナの保有機は2006年までに全機が退役している。
2005年8月16日にはロシアのウラジーミル・プーチン大統領がTu-160に搭乗して軍を電撃視察した。そして2007年8月17日、1992年以降中止していた戦略爆撃機による海外への長距離訓練飛行（パトロール飛行）を再開したと表明。また、2008年5月9日に赤の広場で挙行された軍事パレードにおいて展示飛行がなされている。さらに同年、製造工場に残っていた予備部品を組み立てて、1機のTu-160を取得した。加えて9月10日にはロシア国防省は2機のTu-160が同日、南米ベネズエラの軍事基地に到着したことを明らかにした。グルジアへの人道支援を名目に、ロシアが勢力圏と見なす黒海へ軍艦を派遣した米国を牽制する狙いとみられる。ベネズエラへの飛行は、2018年12月にも行われた。
2015年11月には、シリア内戦でのアサド政権軍を支援するため、他の戦略爆撃機とともにISILに対して巡航ミサイル攻撃を加え、初めて実戦投入された。
2018年8月、Tu-160 2機、Tu-95MS戦略爆撃機、IL-78空中給油機など多数のロシア軍機が、長距離戦術飛行演習の一環として、初めて極東ロシアに投入され、サラトフ州の本拠地からチュクチまで7,000kmの無着陸飛行を行った。訓練中、乗組員はコミ試験場で巡航ミサイルの戦闘使用訓練、空中給油を行った。
2018年11月、近代化されたTu-160Mは、コミ共和国北東地域のペンボイ試験場で12発のKh-101巡航ミサイルの発射試験を実施した。
2018年12月10日、An-124貨物機とIl-62旅客機を伴ったTu-160の2機が、ベネズエラのマイケティア空港に着陸した。
2019年10月23日、両国の関係強化の一環として南アフリカを訪問。An-124とIl-62を伴ったのTu-160の2機が、カスピ海、アラビア海、インド洋を13時間ノンストップで飛行し、空中給油をしながら11,000kmを飛行し南アフリカのウォータークルーフ空軍基地に着陸した。Tu-160のアフリカ大陸への最初の訪問である。
2020年9月19日、Tu-160の2機が、このクラスの航空機のノンストップ飛行の航続距離と時間の世界記録を樹立した。飛行時間は、25時間以上で20,000km以上を飛行し、北極海と太平洋中央部の中立海域、およびカラ海、ラプテフ海、東シベリア海、チュクチ海、バレント海の上空を飛行した。
2021年11月11日、ベラルーシ国防省は、ロシアのTu-160の2機が、ベラルーシ空軍のスホーイSu-30と並んで、ベラルーシ上空の訓練任務で飛行したと発表した。
2022年2月24日より開始されたロシア軍によるウクライナ侵攻において、本機およびTu-95MSが搭載する巡航ミサイル、Kh-555、Kh-101がウクライナ領内を飛翔する様子が目撃され、また着弾地点で見つかった当該のミサイルの残骸から、本機の投入が示唆されている。
2022年3月6日、ウクライナの情報筋によると、Tu-160がTu-95MS戦略爆撃機とともにKh-101と推定される巡航ミサイル8発を黒海地域からヴィーンヌィツャ国際空港に向けて発射した。
2022年6月26日、ウクライナ空軍のスポークスマン、ユリイ・イナトは、4～6発のKh-101巡航ミサイルが、Tu-160およびTu-95MS爆撃機によってカスピ海地域からキーウに向けて発射されたと報告した。

### 潜在的なオペレーター
2022年、退役空軍大将のアヌープ・ラハは、インドがTu-160の購入に関心を持っているとの質問に答えて明らかにした。インドがロシアからTu-160を6機を購入する交渉を行っているとの報告が浮上し、これにより米国、ロシア、中国以外で戦略爆撃機を運用する唯一の国となる可能性がある。

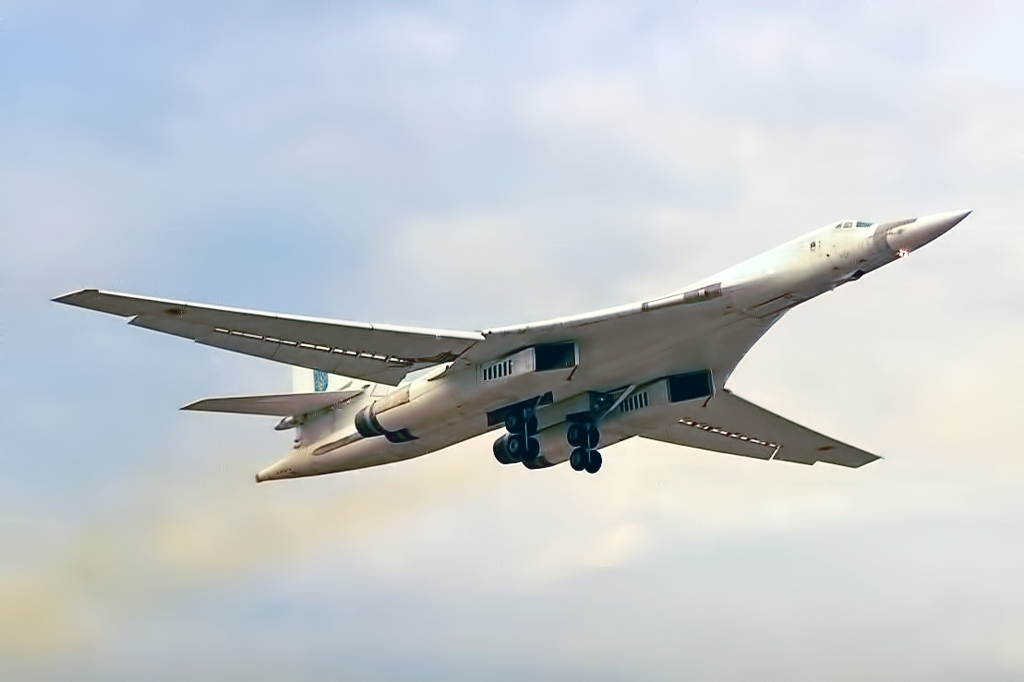
ウクライナ空軍が運用した機体。1997年撮影
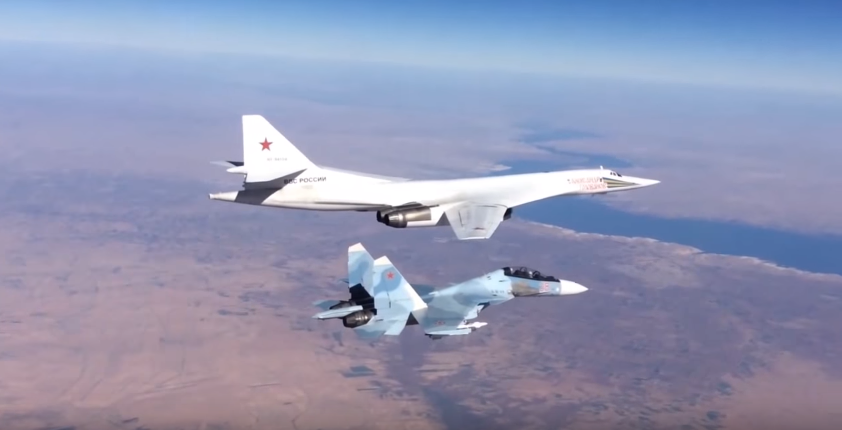
シリア上空で作戦行動中のTu-160(2015年)
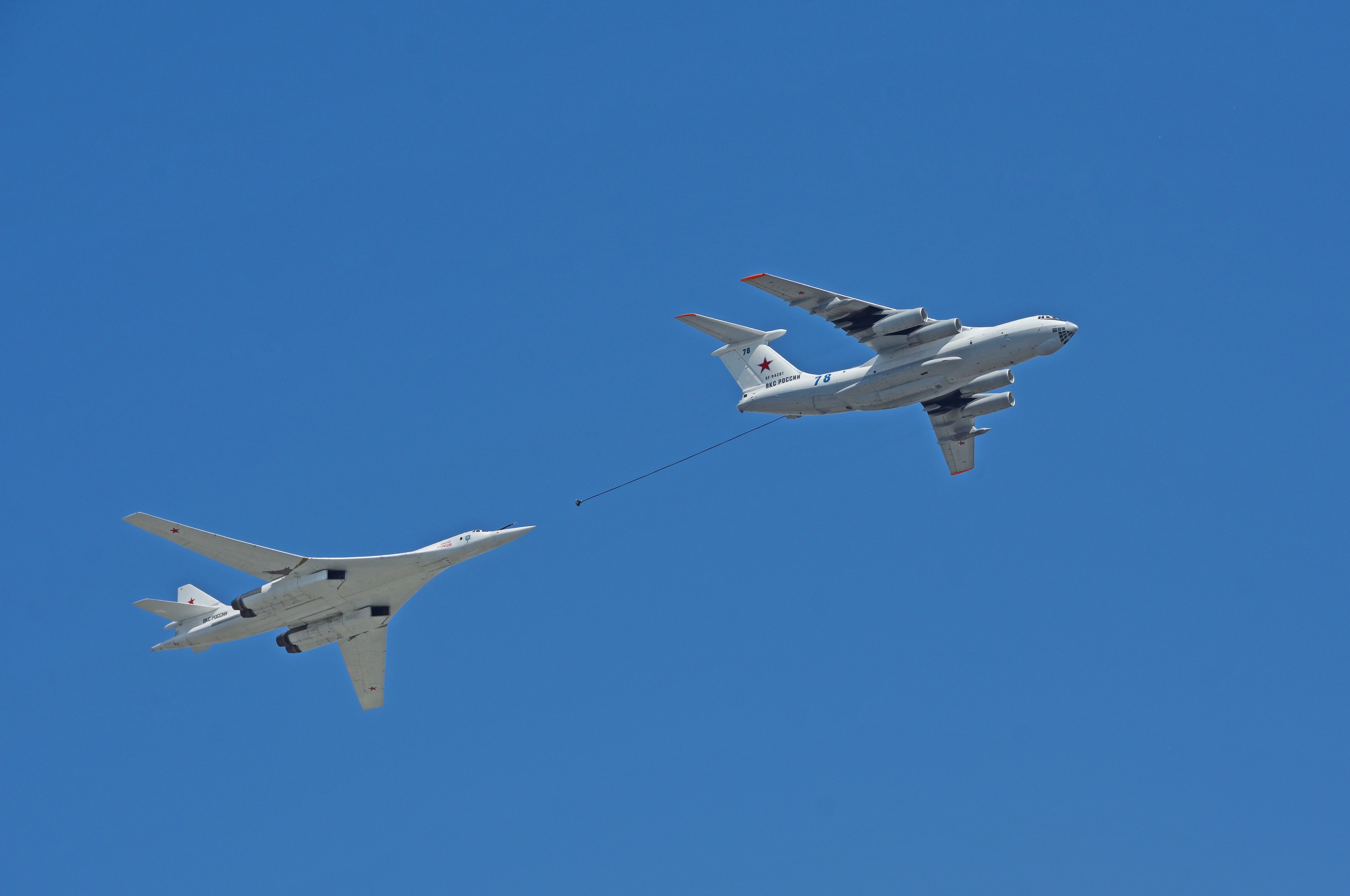
2020年戦勝記念パレードでの飛行

## 派生型

### 量産機
Tu-160
標準型。
Tu-160M
アップグレード型。2段階に分けアップグレードが実施される。
第1段階では12発のKh-101、Kh-102、Kh-555とレーザー誘導爆弾の運用能力を付加する。2008年4月に最初の改修機がロールアウトした。
第2段階ではレーダーの換装、マルチチャンネルデジタル衛星通信システムの搭載、自己防衛システムの改善、悪天候などを含むいかなる条件下でも正確な照準および自動航行を可能とするMTNS航法装置(Missile Targeting and Navigation System：ミサイル照準及び航法システム)の搭載などアビオニクスを改良する。これらミサイル攻撃能力と航法装置の高精度化、および爆撃能力の除去に伴い、機体前方下面のOPB-15爆撃照準器は取り外され、当該箇所のスクリーンと上部のGPSアンテナは塗装されている。2014年11月16日、初飛行。
Tu-160M2
新造機。Tu-160Mに加え更なる改良を行っている。Tu-22M3Mとは部品の60％を共有する設計である。2020年2月2日に既存の機体(RF-94103,Игорь Сикорский)のシステムと機器を置き換え、テールコーンなど一部の形状を変更した試験機の初飛行が報告されている。さらに2020年11月3日、エンジンをNK-32-02へ換装して試験飛行した。工場試験を完了したのち、2021年3月10日にジューコフスキー飛行場に到着し、予備試験に移行したことが明らかにされた。2021年9月17日、カザン航空機製造合同にて2機目の試験機(テイルコード：RF-94444)の試験飛行が行われていた。新造の機体が2022年1月12日に初飛行した。既存の機体との外見上の大きな相違点としては、機体後端に見られたレーダー警報受信機が新型の電子戦術装置に置き換えられたため、前述の通りテールコーンが短縮されレドームになっている箇所で、それに伴いチャフ・フレアディスペンサーの配置も変更され前方へ移動した。機首の上下に見られる通信用VHFアンテナの形状にも若干の差異がある。エンジン以外に近代化された機材として、K-042K-1航法装置とABSU-200-1自動操縦装置があるほか、機内は全ての座席でグラスコックピット化された。また機首底部の爆撃照準器、OPB-15前方TVカメラと装置を納めていたフェアリングは除去され平坦になっている。2024年現在、新造の機体とテストヘッドを含む既存の機体を併せると8機がTu-160M2となっている。
なお改修前の機体との分類上、Tu-160M2と表記される事が多いが、統一航空機製造会社と公共株式会社ツポレフの公式においてはTu-160Mの呼称が使用されている。

### 試作機/計画機
Tu-160V
液体水素を燃料とするタイプ。計画のみ。
Tu-160 NK-74
NK-74エンジンを搭載したアップグレード型。提案のみ。
Tu-160P
長距離護衛戦闘機/要撃型。計画のみ。
Tu-160PP
電子戦型。提案のみ。
Tu-160R
戦略偵察型。提案のみ。
Tu-160SK
「ブルラク」空中発射型衛星打ち上げロケットの母機。計画のみ。

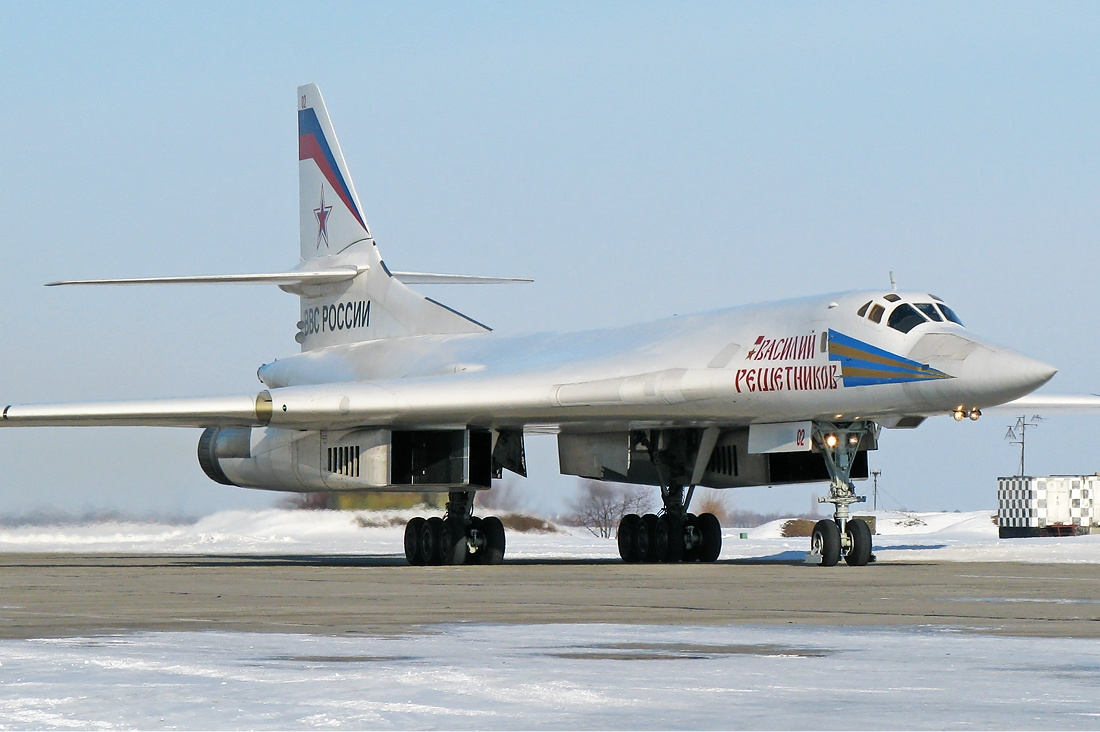
Tu-160 No.702 RF-94102 ≪Василий Решетников≫
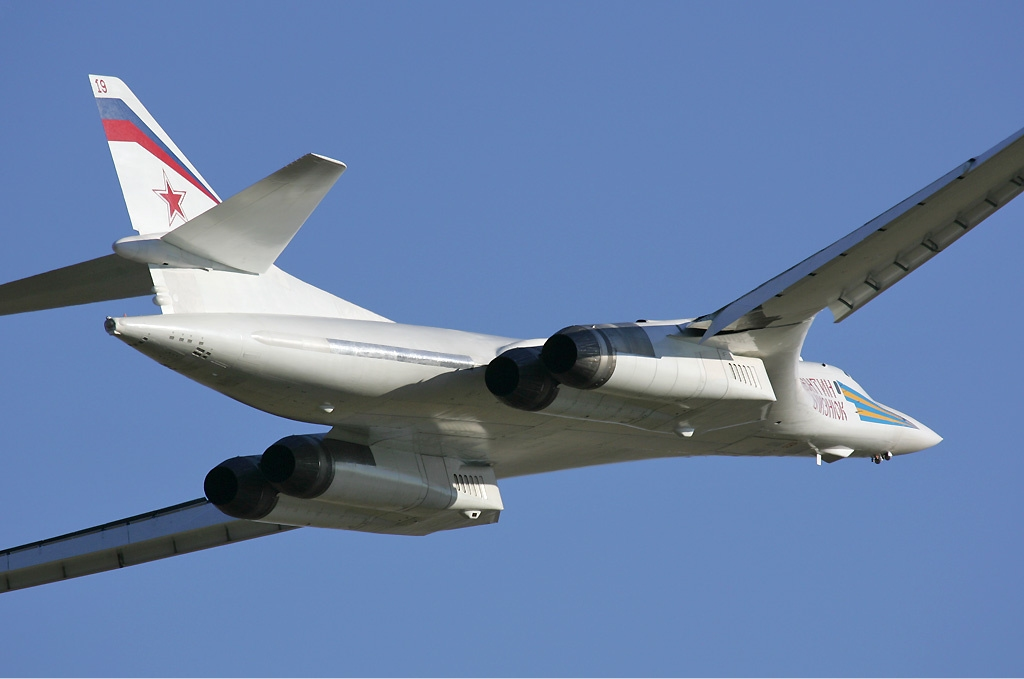
Tu-160 No.202 RF-94113 ≪Валентин Близнюк≫
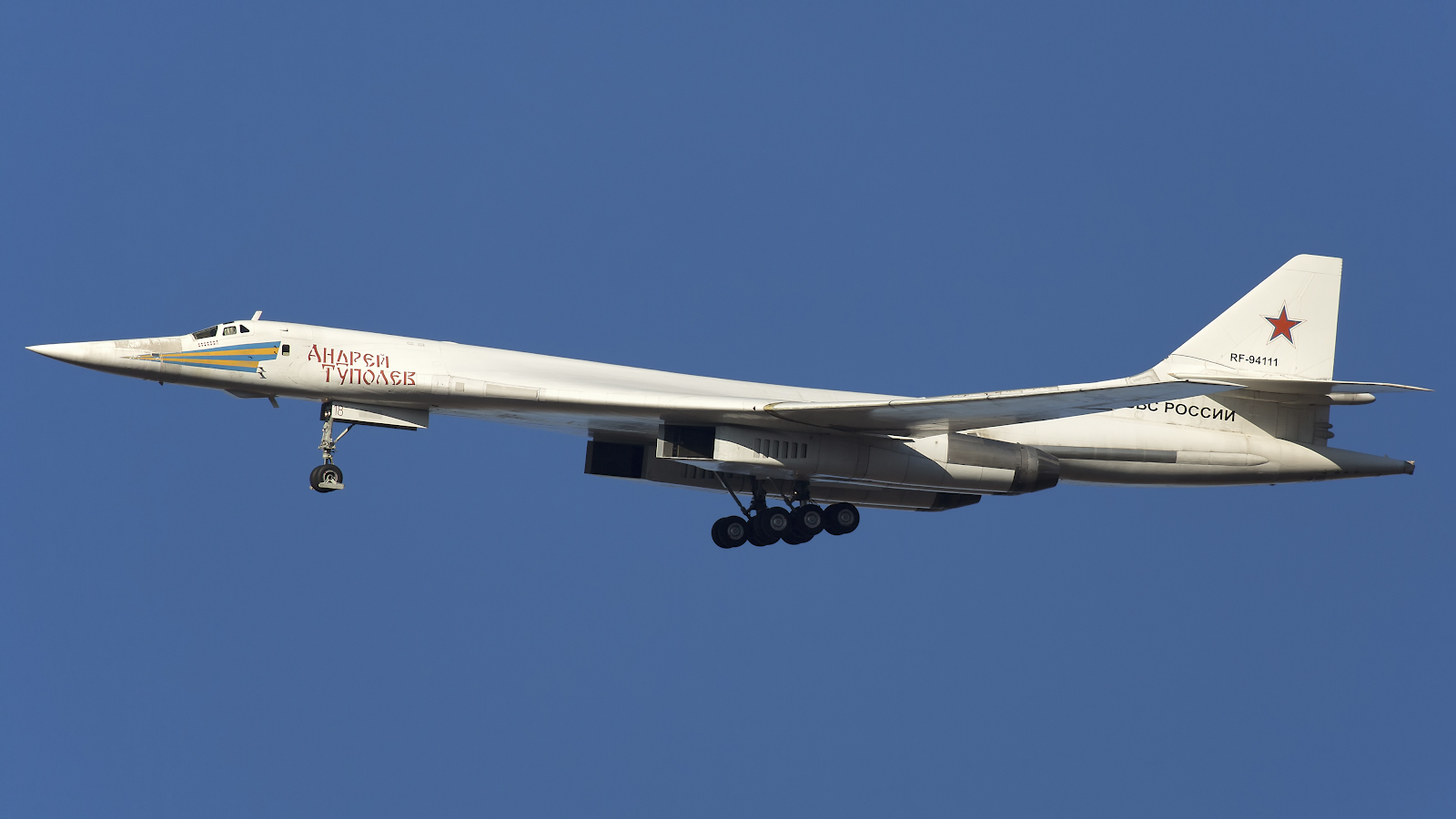
Tu-160M No.605 RF-94111 ≪Андрей Туполев≫
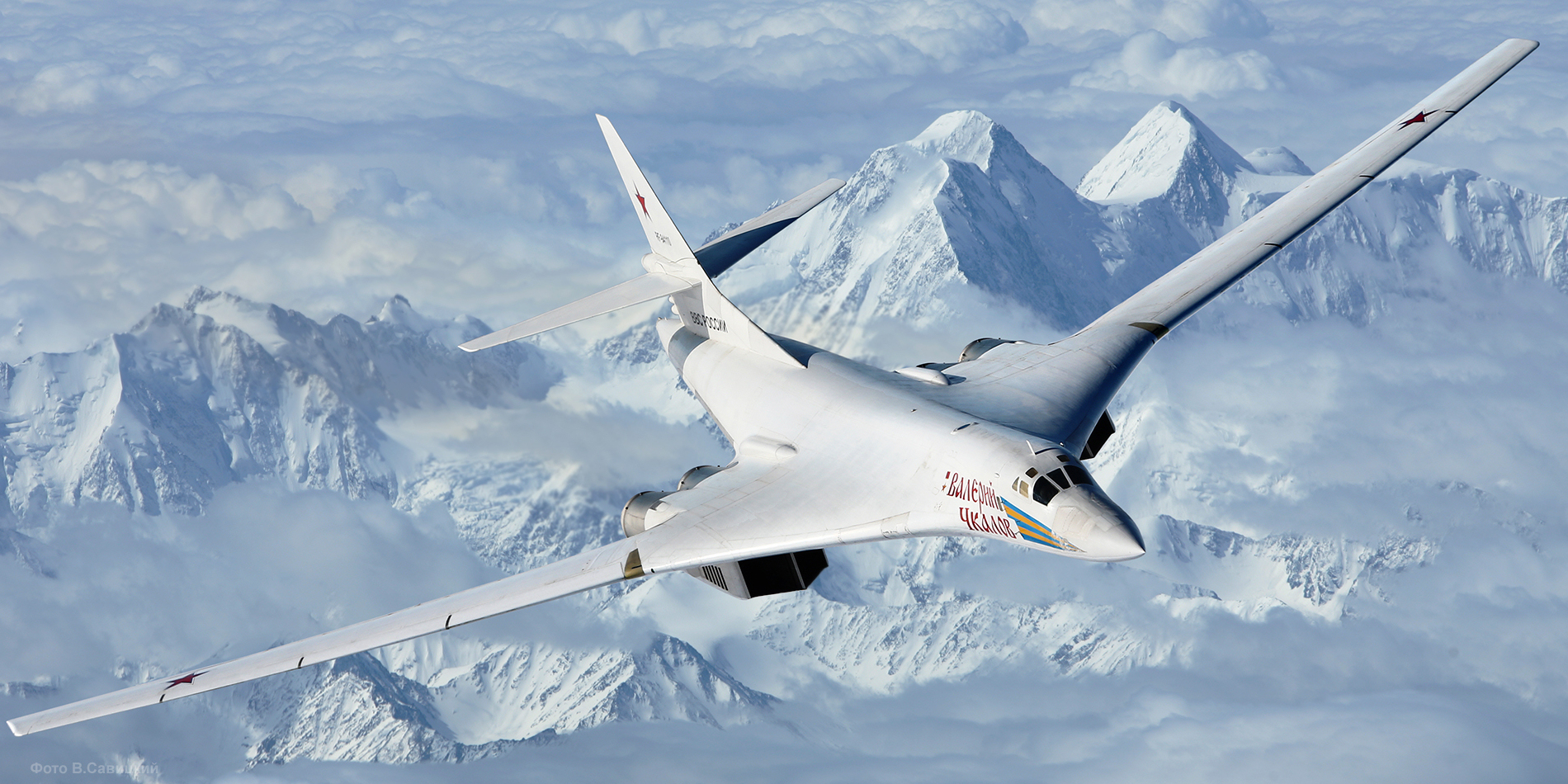
Tu-160M No.504 RF-94110 ≪Валерий Чкалов≫
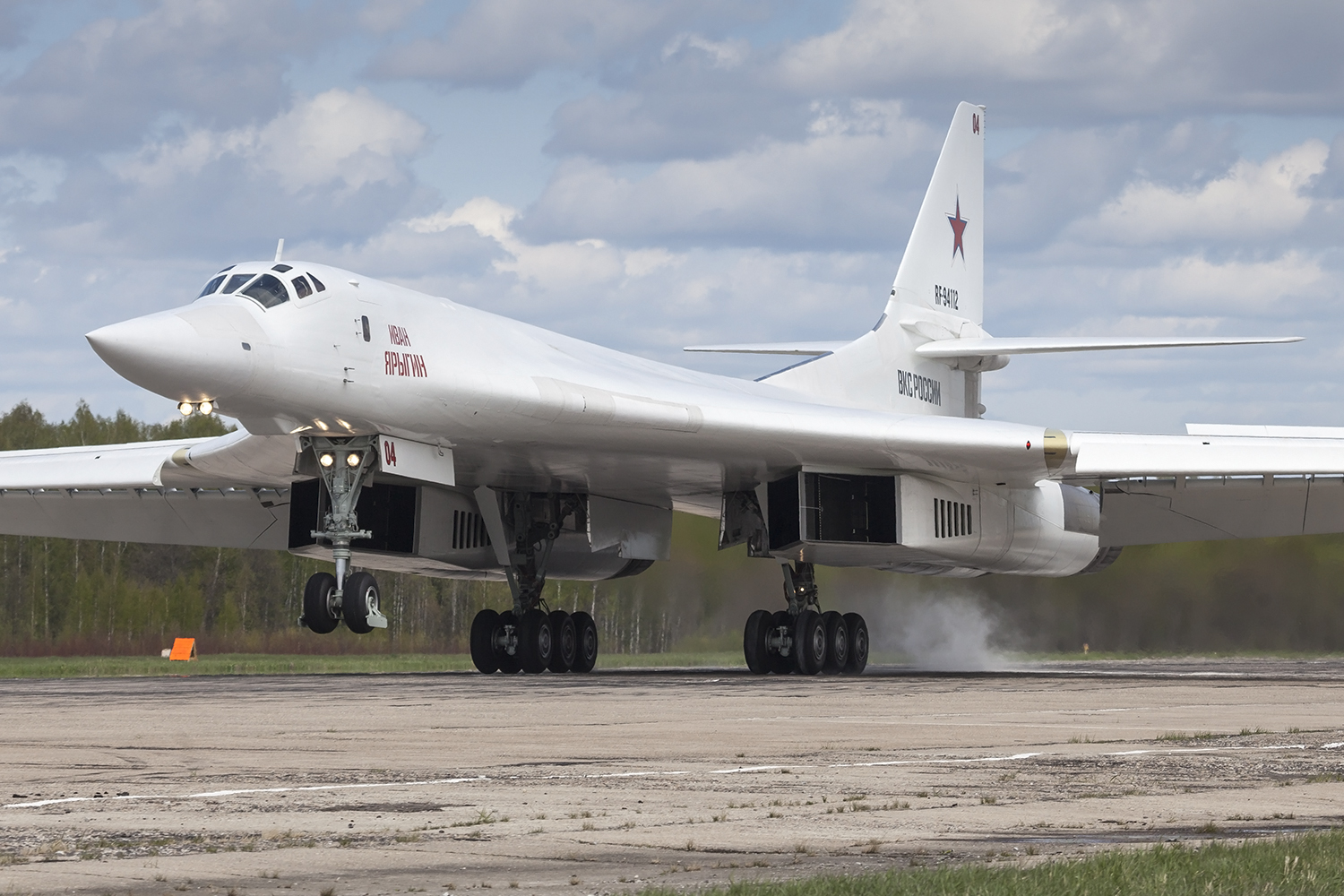
Tu-160M No.704 RF-94112 ≪Иван Ярыгин≫

## 生産機体と配備状況
３つの原型機はモスクワ機械製造工場「オープィト」(ММЗ "ОПЫТ")にて組み立てられ、試験用機体と量産機はカザン航空機製造合同(КАПО)が生産を担当している。КАПОにおける製造工程と試験が完了後、機体はジュコーフスキー空港を擁するM・M・グロモフ記念航空研究所（Лётно-исследовательскийинститутимениМ.М.Громова, ЛИИ)へ移送され、国家試験を完了したのちに国防省へと引き渡される。ソ連が崩壊後、運用者がロシア空軍(航空宇宙軍)となってからは、各々の機体は第二次大戦時の空軍指揮官や爆撃任務における優秀なパイロット、過去の遠距離航空コマンド司令官、ソ連・ロシアの航空産業に著しい成果をもたらした人物の名前を機首に冠した固有の機体となっている。生産時期と運用開始が国家の移行期と重なっており、加えて前述の通りウクライナから売却された機体が修復、改修を終えた時期も考慮すると、各機体の移管と部隊配備、最後に改修を施された日時については正確な情報が不足している。現在稼働状態にある機体は全て、遠距離航空コマンド隷下の第6950ドンバス親衛航空基地、第1航空群に配備されている。
p/n：Product Number、型番　c/n：Construction Number、製造番号
| p/n    | 機体番号                   | c/n                   | 生産年     | 納入       | 配備基地                                                                                            | 運用状況 | 機種とテイルコード           | 機体名 | 補足 |
| ------ | -------------------------- | --------------------- | ---------- | ---------- | --------------------------------------------------------------------------------------------------- | --- | ---------------------------- | --- | --- |
| 70-01  | 18 242(1996-)              | ММЗ "ОПЫТ"            | 1977       |            | グロモフ飛行研究所 LIDBツポレフ(96-)                                                                | 破棄(2014-???) | Tu-160                       | | 原型初号機で、1981年8月18日にロールアウトし、同年12月18日に初飛行した。 |
| 70-02  |                            | ММЗ "ОПЫТ"            | 1977       |            | ММЗ "ОПЫТ"                                                                                          | 破棄(1990) | Tu-160                       | | 1982年に完成した強度試験用機体。2番目の原型機 |
| 70-03  | 29                         | ММЗ "ОПЫТ" / 84401923 | 1977       |            | グロモフ飛行研究所(-1996,2003) LIDBツポレフ(1996-2009) КАПО(-2017)                                  | 破棄(-2017) | Tu-160                       | | 1984年6月10日初飛行した原型3号機で、1989年まで使用された。1992年、93年、95年のMAKSにて展示飛行した。 |
| 1-01   | 30                         | КАПО / 83401517       | 1981.12    |            | グロモフ飛行研究所(1984-2013)                                                                       | 分解(2013) 破棄(2019.02) | Tu-160                       | | 1984年10月10日に初飛行した最初の評価試験機体。1989年まで試験運用された後はグロモフ飛行研究所で保管されていた。 |
| 1-02   | 56                         | КАПО / 84401923       | 1981.12    |            | グロモフ飛行研究所(1984-1987)                                                                       | 喪失(1987) | Tu-160                       | | 2機目の評価試験機体で、1985年3月16日、もしくは4月16日に初飛行した。後に墜落して失われた。搭乗員は生還した。 |
| 201    | 86                         | КАПО / 82502618       | 1982       |            | グロモフ飛行研究所(-2013.08)                                                                        | | Tu-160                       | | 3番目の評価試験機体で、1985年にロールアウトし、同年12月に初飛行した。87年から89年の間に国家統合試験「B」段階の試験を完了した。1998年まで運用された後は2017年までグロモフ飛行研究所にて保管された。 |
| 202    | 87 19(2006-)               | КАПО / 84502324       | 1982       | 1986.02.24 | グロモフ飛行研究所(-1998) КАПО(2000-2006) エンゲリス(2006-)                                         | 第121親衛重爆撃機航空連隊(2006-2009) 第6950ドンバス親衛航空基地(第1航空群,2009-)                                            | Tu-160M2/RF-94113 (2012.08-) | Валентин Близнюк(ヴァレンティン・ブリズニュク、本機の主任設計者) | 4番目の評価試験機体で、1986年8月15日に初飛行した。2000年から2006年の間に修理、Tu-160Mへ改修された。2015年にロシア軍によるシリア内戦への軍事介入の際に投入された。2023年10月、Tu-160M2への改修が確認された。 |
| 203    | 30                         | КАПО / 84602438       | 1982       | 1987.03.26 | グロモフ飛行研究所 プリルキ(1987.04-2000)                                                           | 第184親衛重爆撃機航空連隊(-2000) 破棄(2000.03.31)                                                                           | Tu-160                       | | 5番目の評価試験機体で、1986年8月15日にロールアウトし、1987年に初飛行した。 |
| 301    | 31                         | КАПО / 84603712       | 1982-1986  | 1987.03.12 | プリルキ(1987.04.23-)                                                                               | 第184親衛重爆撃機航空連隊(-2000) 破棄(2000.04.25)                                                                           | Tu-160                       | | 最初に生産された2機の量産機のうちの初号機である。1987年初飛行した。 |
| 302    | 32                         | КАПО / 82703629       | 1985-1987  | 1987.09.30 | プリルキ(1991-2000)                                                                                 | 第184親衛重爆撃機航空連隊(1991-2000) 破棄(2001.02.01)                                                                       | Tu-160                       | | 量産機として生産され、1987年初飛行し、9月30日に引き渡された。 |
| 303    |                            | КАПО                  | 1985-1987  |            | | | Tu-160                       | | 強度試験用の機体 |
| 304    | 33 14                      | КАПО / 83703845       | 1986-1987  | 1987.12.31 | プリルキ(1991-2000)                                                                                 | 第184親衛重爆撃機航空連隊(1991-2000) 破棄(2000.06.07)                                                                       | Tu-160                       | | 量産機として生産され、初飛行は1988年-1989年のいずれかの日時に行われている。 |
| 305    | 25                         | КАПО / 84703453       | 1986-1987  | 1988.01.28 | プリルキ(1991-2000)                                                                                 | 第184親衛重爆撃機航空連隊(-2000) 破棄(2000.12.01)                                                                           | Tu-160                       | | 1988年に初飛行した量産機。 |
| 401    | 63(-95) 342(95-) 09(2022-) | КАПО / 84704217       | 1986-1987  | 1988.03.16 | グロモフ飛行研究所 КАПО(????-2022)                                                                  | ツポレフ設計局 | Tu-160M2/RF-94444 (2021-)    | Борис Веремей(ボリス・ヴェレメイ、本機のテストパイロット、ソ連邦英雄。2005.08-) | 1988年3月22日に初飛行した量産機。ツポレフ設計局の試験機体として運用され、MAKS95、MAKS97にTu-160SKのデモンストレーション機体として参加した。後にTu-160M2の試作機として改修され、2021年9月17日に飛行試験が行われた。改修後の国籍記号はRF-94444となっている。2022年2月4日、機体番号09を付与された本機がカザン航空機製造合同でTu-160M2の量産機として作業中である。 |
| 402    | 26                         | КАПО / 81804921       | 1986-1987  | 1988.06.30 | プリルキ(1991-2000)                                                                                 | 第184親衛重爆撃機航空連隊(1991-2000) ポルタヴァ重爆撃機博物館(展示中,2000.11.13-)                                           | Tu-160                       | | 1988年11月に初飛行した。総飛行時間430時間。 |
| 403    | 20                         | КАПО / 82804734       | 1986-1988  | 1988.10.14 | プリルキ(1991-1999)                                                                                 | 第184親衛重爆撃機航空連隊(1991-1999) 破棄(1999.11.26)                                                                       | Tu-160                       | | 量産機体。1988年に初飛行 |
| 404    | 21                         | КАПО / 82804547       | 1986-1988  | 1988.12.31 | プリルキ(1991-2000)                                                                                 | 第184親衛重爆撃機航空連隊(1991-2000) 破棄(2000.03.24)                                                                       | Tu-160                       | | 1988年12月31日に引き渡された量産機体。1992年に初飛行。 |
| 405    | 22 14(2006-)               | КАПО / 83804352       | 1986-1988  | 1989.02.14 | プリルキ(1991-1999) エンゲリス(1999-) КАПО(2008-2009,2014-2021.03) グロモフ飛行研究所 (2021.03.10-) | 第6950ドンバス親衛航空基地(第1航空群,2012-2016)                                                                             | Tu-160M2/RF-94103 (2012.07-) | Игорь Сикорский(イーゴリ・シコールスキイ、ウクライナ人航空機エンジニア。実用ヘリコプターの開発者) | 1989年初飛行。1999年にウクライナから売却されロシアへ移管。2016年よりTu-160Mへの改修を受け、2019年11月に試験開始。2020年2月2日に初飛行した。2020年11月3日、改良されたNK-32-02エンジンを搭載し飛行した。2021年3月、グロモフ飛行研究所へ引き渡された。Tu-160M2に搭載されるアヴィオニクスやエンジンのテストヘッドである。機首の先端にピトー管を装着している。      |
| 501    | 23                         | КАПО / 84805813       | 1986-1988  | 1989.03.15 | プリルキ(1991-2000)                                                                                 | 第184親衛重爆撃機航空連隊(1991-2000) 破棄(2000.10.19)                                                                       | Tu-160                       | | |
| 502    | 24                         | КАПО / 84805425       | 1986-1988  | 1989?      | プリルキ(1991-2000)                                                                                 | 第184親衛重爆撃機航空連隊(1991-1998) 破棄(1998.11.16)                                                                       | Tu-160                       | | 1989年にロールアウトした量産機。総飛行時間466時間。 |
| 503    | 16                         | КАПО / 82905836       | 1986-1989  | 1990.06.06 | プリルキ(1991-1999) エンゲリス(1999-2014) КАПО(2014-)                                               | 第184親衛重爆撃機航空連隊(1991-1999) 第121親衛重爆撃機航空連隊(????-2009) 第6950ドンバス親衛航空基地(第1航空群,2009-)       | Tu-160M/RF-94107 (2012-)     | Алексей Плохов(アレクセイ・プロホフ、空軍パイロット、ソ連邦英雄。2009.04.10-) | 1999年にウクライナから売却されロシアへ移管。2009年4月10日に修復、Tu-160Mへ改修されたのちに復帰した。2014年現在修復中 |
| 504    | 17                         | КАПО / 83905142       | 1986-1989  | 1990.06.29 | プリルキ(1991-1999) エンゲリス(1999-) КАПО(????-2011)                                               | 第184親衛重爆撃機航空連隊(1991-1999) 第121親衛重爆撃機航空連隊(????-2009) 第6950ドンバス親衛航空基地(第1航空群,2009-)       | Tu-160M/RF-94110 (2009-)     | Прилуки(プリルキ,????-2009) Валерий Чкалов(ヴァレリー・チカロフ。ソ連飛行士、ソ連邦英雄。無着陸飛行の世界記録樹立者,2009-)                                                                            | 1999年にウクライナから売却されロシアへ移管。2007年から2011年の間に修復、Tu-160Mへの改修を完了した。 |
| 505    | 15                         | КАПО / 83905953       | 1986-1989  | 1990.08.31 | プリルキ(1991-1999) エンゲリス(1999-) КАПО(????-2013)                                               | 第184親衛重爆撃機航空連隊(1991-1999) 第121親衛重爆撃機航空連隊(1999-2009) 第6950ドンバス親衛航空基地(第1航空群,2009-)       | Tu-160M/RF-94108 (2010-)     | Владимир Судец(ウラジーミル・スデツ、第17空軍司令官、空軍元帥。遠距離航空コマンド司令官(1955-1962)、ソ連邦英雄)                                                                                       | 1999年にウクライナから売却されロシアへ移管。2010年から2013年にかけて修復・改修が行われた。 |
| 601    | 10                         | КАПО / 84906217       | 1986-1989  | 1990.12.19 | プリルキ(1991-1999) エンゲリス(1999-) КАПО(2007-2008,2012-2016)                                     | 第184親衛重爆撃機航空連隊(1991-1999) 第121親衛重爆撃機航空連隊(1999.06.11-2009) 第6950ドンバス親衛航空基地(第1航空群,2009-) | Tu-160M/RF-94100 (2011-)     | Николай Кузнецов(ニコライ・クズネツォフ、エンジン技術者、N・D・クズネツォフ記念サマーラ科学技術複合の前身である第276国営連邦試験工場の主任技師。社会主義労働英雄。2000.08.09-)                        | 1999年にウクライナから売却されロシアへ移管。2007に修復・改修が行われ、2008年に空軍へ引き渡され運用開始。2012年から再び修復、Tu-160Mへ改修された。2016年8月に試験を完了したのちに復帰。本機はコックピット後方にある2対のペリスコープの位置がやや中央よりとなっている。                                                                                          |
| 602    | 11                         | КАПО / 84906826       | 1986-1989  | 1990.12.30 | プリルキ(1991.02-1999) エンゲリス(1999-) КАПО(2012-2016.01.28)                                      | 第184親衛重爆撃機航空連隊(1991-1999) 第121親衛重爆撃機航空連隊(2000.02.01-2009) 第6950ドンバス親衛航空基地(第1航空群,2009-) | Tu-160M/RF-94114 (2011-)     | Василий Сенько(ヴァシリー・センコ,ソ連空軍大佐、航法士。2度の社会主義労働英雄。2007-) | 1999年にウクライナから売却されロシアへ移管。2012年から2016年の間に修復、Tu-160Mへ改修された。 |
| 603    | 12                         | КАПО / 84906335       | 1986-1989  | 1991.03.30 | プリルキ(1991-1999) エンゲリス(1999-) КАПО(2011-2013)                                               | 第184親衛重爆撃機航空連隊(1991-1999) 第121親衛重爆撃機航空連隊(????-2009) 第6950ドンバス親衛航空基地(第1航空群,2009-)       | Tu-160M/RF-94109 (????-)     | Александр Новиков(アレクサンドル・ノヴィコフ、ソ連空軍司令官、遠距離航空コマンド司令官(1953-1955)、2度のソ連邦英雄)                                                                                   | 1999年にウクライナから売却されロシアへ移管。2011年から2013年の間に修復、Tu-160Mへの改修を完了した。 |
| 604    | 14                         | КАПО / 81006741       | 1987-1990  | 1991.03    | プリルキ(1991-1999)                                                                                 | 第184親衛重爆撃機航空連隊(1991-1999) 破棄(1999.01.16)                                                                       | Tu-160                       | | 総飛行時間100時間未満。 |
| 605    | 18                         | КАПО / 82006458       | 1987-1990  | 1991.09.30 | プリルキ(1991-2000) エンゲリス(2000.03.21-) КАПО(2003-2014)                                         | 第184親衛重爆撃機航空連隊(1991-2000) 第6950ドンバス親衛航空基地(第1航空群,2014.12-)                                         | Tu-160M/RF-94111 (????-)     | Андрей Туполев(アンドレーイ・トゥーポレフ、航空機設計者、ツポレフ設計局の創設者。3度の社会主義労働英雄)                                                                                               | ソ連崩壊前に生産された最後の機体である。2000年3月21日にウクライナから売却されロシアへ移管。2003年から修復のためКАПОに移管され、2013年から2014年の間に修復、Tu-160Mへの改修を受け、2014年12月19日に空軍へ引き渡された。 |
| 701    | 01                         | КАПО / 82007617       | 1989.02.14 | 1991.12.30 | エンゲリス(1992.03.21-2003)                                                                         | 第1096重爆撃機航空連隊(1992.02.16-1994) 第121親衛重爆撃機航空連隊(1994-2003)                                                | Tu-160                       | Михаил Громов(ミハイル・グロモフ、ソ連空軍テストパイロット、長距離飛行記録樹立者、ソ連邦英雄。1999.02.22-)                                                                                            | 1992年に初飛行。2003年9月18日に墜落。総飛行時間537時間 |
| 702    | 02                         | КАПО / 83007526       | 1987-1990  | 1992.06.30 | エンゲリス(1992.05-) КАПО(2008?-2010?,2013?-2017)                                                   | 第1096重爆撃機航空連隊(1992.05-1994) 第121親衛重爆撃機航空連隊(1994-2009) 第6950ドンバス親衛航空基地(第1航空群,2009-)       | Tu-160M/RF-94102 (2010.06-)  | Василий Решетников(ヴァシリー・レシェトニコフ、ソ連空軍戦略爆撃機パイロット、指揮官。遠距離航空コマンド司令官(1969-1980)、ソ連邦英雄,1999.12.23-)                                                     | 1992年に初飛行した量産機。2008年から2010年の間に修復と改修を受けた後に再配備、2013年から2017年の間に再度改修され、機体をTu-160Mへ更新した。 |
| 703    | 03                         | КАПО / 83007335       | 1987-1990  | 1992.09.30 | エンゲリス(1992.05-) КАПО(2009-2011)                                                                | 第1096重爆撃機航空連隊(1992.05-1994) 第121親衛重爆撃機航空連隊(1994-2009) 第6950ドンバス親衛航空基地(第1航空群,2009-)       | Tu-160M/RF-94101 (2010-)     | Павел Таран(パヴェル・タラン、ソ連空軍戦略爆撃機パイロット、高級指揮官(中将)。2度のソ連邦英雄,2002.07.31-)                                                                                            | 1992年に初飛行した量産機。2005年8月にウラジーミル・プーチン大統領が搭乗し、飛行した。2009年から2011年の間に修復と改修を受けた後に再配備 |
| 704    | 04                         | КАПО / 84007142       | 1987-1991  | 1992.12.30 | エンゲリス(1993-) КАПО(2009-2010,2017-2018,2020)                                                    | 第1096重爆撃機航空連隊(1993-1994) 第121親衛重爆撃機航空連隊(1994-2009) 第6950ドンバス親衛航空基地(第1航空群,2009-)          | Tu-160M/RF-94112 (2011-)     | Иван Ярыгин(イヴァン・ヤリギン、ソ連/ロシアのレスラー、メダリスト、SSRスポーツマスター。1999.01.06-)                                                                                                  | 1993年に初飛行した量産機。2017年から2018年の間に修復とTu-160Mへの改修、2020年4月23日に再び機器を更新した。 |
| 705    | 05                         | КАПО / 84007259       | 1987-1991  | 1993.07.21 | エンゲリス(1993-) КАПО(2010-2012)                                                                   | 第1096重爆撃機航空連隊(1994) 第121親衛重爆撃機航空連隊(1994-2009) 第6950ドンバス親衛航空基地(第1航空群,2009-)               | Tu-160M/RF-94104 (2011-)     | Илья Муромец(イリヤ・ムーロメツ、叙事詩の主人公である大英雄。1995-1999) Александр Голованов(アレクサンドル・ゴロヴァノフ、第18空軍司令官、遠距離航空コマンド司令官(1942-1948)、空軍元帥。1999.08.07-) | 1993年-1994年の間に初飛行した量産機。2010年から2012年の間に修復、改修を受けている。 |
| 801    | 06                         | КАПО / 84308216       | ????-1992  | 1994.06.30 | エンゲリス(1993-) КАПО(2008-2009, ????-2023)                                                        | 第1096重爆撃機航空連隊(1994) 第121親衛重爆撃機航空連隊(1994-2009) 第6950ドンバス親衛航空基地(第1航空群,2009-)               | Tu-160M2/RF-94105 (2011-)    | Илья Муромец(イリヤ・ムーロメツ、叙事詩の主人公である大英雄。1995.05.06-) | 1994年に初飛行した量産機。2008年から2009年の間に修復、改修を受けている。2023年12月23日、Tu-160M2への改修を確認。2024年2月22日、ウラジーミル・プーチン大統領をКАПОを視察、本機に搭乗して30分間飛行した。 |
| 802    | 07                         | КАПО / 82408427       | 1992       | 2000.03.21 | エンゲリス(2000.09.05-) КАПО(????-)                                                                 | 第121親衛重爆撃機航空連隊(2000.09.05-2009) 第6950ドンバス親衛航空基地(第1航空群,2009-)                                      | Tu-160M2/RF-94106 (2012-)    | Александр Молодчий(アレクサンドル・モロッチ、ソ連空軍重爆撃機パイロット、指揮官、2度のソ連邦英雄。2000.06.27-)                                                                                        | 1994年に初飛行した量産機。2008年から2009年の間に修復、改修を受けている。2024年2月22日、Tu-160M2への改修を完了した。 |
| 803    | 08                         | КАПО / 84408538       | 1992       | 2008.03.06 | エンゲリス(2008.04.29-)                                                                             | 第121親衛重爆撃機航空連隊(2008-2009) 第6950ドンバス親衛航空基地(第1航空群,2009-)                                            | Tu-160M/RF-94115             | Виталий Копылов(ヴィタリー・コピロフ、航空機エンジニア、カザン航空機製造合同の最高責任者(1973-1994)、社会主義労働英雄)                                                                                | 2007年12月28日に初飛行した量産機。Tu-160Mとして生産された。2015年にロシア軍によるシリア内戦への軍事介入の際に投入された。 |
| 804    |                            | КАПО / 84408538       | 1992       |            | КАПО(2017-)                                                                                         | | Tu-160M                      | Петр Дейнекин(ピョートル・デイネキン、ソ連/ロシア空軍の最高司令官、空軍元帥、遠距離航空コマンド司令官(1995-1980)、ロシア連邦英雄。2018-)                                                              | 2017年11月16日にロールアウトしたTu-160M。2018年1月15日に初飛行した。本機がメディアや関係者にはTu-160M2として認知される場合もあるが統一航空機製造会社のプレスではTu-160Mと呼称されている。2024年12月23日現在、Tu-160M2への改修中である。 |
| 901    |                            | КАПО / ????           | 2018.12.20 |            | КАПО(2018-)                                                                                         | | Tu-160M2                     | Валентина Терешкова(ワレンチナ・テレシコワ、ソ連空軍少将、最初の女性宇宙飛行士。ソ連邦英雄。2023.03.14-)                                                                                              | Tu-160M2として生産された新造の量産初号機。2018年12月20日に製造が開始された。2022年1月12日に初飛行した。 |
| 902(?) | 22                         |                       | 2018       |            | КАПО                                                                                                | | Tu-160M2/RF-77101            | Минтимeр Шаймиeв(ミンチメル・シャイミーエフ、タタールスタン共和国の初代大統領。ロシア連邦労働英雄、2024.10.04-)                                                                                       | 2024年2月22日КАПОにて公開されたTu-160M2の新造機で、ロールアウトに向けて準備段階である。2024年10月4日にКАПОで再公開された際には機体名が、Минтимeр Шаймиeвであることが確認された。この名前は2024年2月にウラジーミル・プーチン大統領により提案されたものである。                                                                                                  |
| 903(?) | 23                         |                       | 2018       |            | КАПО                                                                                                | | Tu-160M2/RF-66017            | | 2024年2月22日КАПОにて公開されたTu-160M2の新造機で、ロールアウトに向けて準備段階である。 |

機体表面のインシグニアやラウンデルの類については、配備や改修に伴って幾度か変更されている。1980年後期に第184親衛重爆撃機航空連隊へ実戦配備された時は垂直尾翼と主翼にソ連空軍のラウンデルが、垂直尾翼の後端と前脚の収納扉に機体番号がそれぞれ塗装されるのみだった。ソ連崩壊後のロシアに残った機体が第1096重爆撃機連隊への配備を経て、第121親衛重爆撃機航空連隊へと再編成される際には垂直尾翼の翼端に沿って国旗が塗装され、機首の一部にはロシア空軍旗の一部を模った三角形のストライプ模様と、キャノピー後方の側面には機体名が記されるようになった。このうち1995年の大祖国戦争勝利50周年軍事パレードにて赤の広場上空を飛行した機体は垂直尾翼のラウンデルが国章に変更された。その後、Tu-160Mへ改修される際にソ連空軍のラウンデルはロシア航空宇宙軍のものへと変更され、垂直尾翼の国旗は除去されている。さらにその後、2018年以降に既存の機体へTu-160M2に準じた改修が施されると機首の空軍旗は無くなり、側面の窓付近に遠距離航空コマンドの徽章が追加され、キャノピー付近の機体名は縮小された。

## スペック
- 乗員 4名
- 全長 54.1m
- 翼幅 55.7m（後退角20度）、50.7m（35度）、35.6m（65度）
- 全高 13.1m
- 自重 117,000 kg
- 空虚重量 110,000 kg
- 最大離陸重量 275,000 kg
- 積載重量 267,600 kg
- 兵器搭載量 40,000 kg
- 燃料搭載量 170,000 kg
- エンジン クズネツォーフNK-32 ×4基
- 推力 137.3 kN（ミリタリー) 、245 kN（アフターバーナー）
- 最高速度 高度12,200mにおいてマッハ2.05（2,220 km/h）
- 航続距離:10,500～14,000 km
- 上昇率 70 m/s
- 上昇限度 15,006m
- 推力重量比 0.37
- レーダーFCS　オブソール-K
- 兵器倉 胴体中央部にキャリースルーを挟んで2つ（タンデム）、22,500 kg×2（懸垂部)
- 前脚 2輪 ×1（後方引き込み）
- 主脚 6輪ボギー ×2（後方引き込み）

## 登場作品

### 映画
『ステルスX』
架空のステルスシステム「ゴルゴン・システム」を搭載して登場。
『ロシア特殊部隊 スペツナズ』
ハイジャック機の追跡やミサイル攻撃任務で登場。
『雲のむこう、約束の場所』
ユニオン空軍の爆撃機として登場。

### アニメ・漫画
『RAID ON TOKYO』
ソ連軍の爆撃機として登場。航空自衛隊百里基地を爆撃し、F-1支援戦闘機を多数地上撃破する。
『最終兵器彼女』
札幌を爆撃する国籍不明の爆撃機として登場。死者・行方不明者合わせて10万人以上の被害を与えた。14機がちせによって撃墜される。

### 小説
『北方領土奪還作戦』
札幌を爆撃する爆撃機として登場。

### ゲーム
『HAWX2』
ロシア軍爆撃機として登場。イギリス軍との海戦で劣勢になったロシア軍が英空母艦隊を爆撃すべく投入する。
『Modern Warships』
プレイヤーが操作可能な爆撃機として登場。対艦攻撃を行う。
『エースコンバットシリーズ』
『エースコンバット04』
エルジア共和国空軍の爆撃機として登場。後半、サンサルバシオンを巡る戦いにおいてISAF優勢となった際、6機がサンサルバシオンを爆撃して焦土化すべく投入された。
『エースコンバット アサルト・ホライゾン』
ロシア反政府軍の爆撃機として登場する。モスクワがNATO連合軍及びロシア正規軍に制圧された際に投入されたほか、キューバ経由でワシントンD.C爆撃のためにに6機が投入された。
『エースコンバット∞』
敵爆撃機として登場。
『エースコンバット7』
エルジア王国空軍の爆撃機として登場。序盤、ロカロハ砂漠に置かれたエルジア軍基地において3機が離陸に向けて誘導路を走行している他、中盤ではオーシア軍とのストーンヘンジを巡る戦いにおいてTu-95と共に投入される。後半のエルジア内戦時にはエルジア保守派が急進派によるアーセナルバードへの補給を阻止すべく、補給用のマスドライバー基地が置かれているタイラー島を無差別爆撃する「ノーリターン作戦」を行うべく投入してくる。
『エナジーエアフォース』
東京を爆撃してくる爆撃機として登場。
『グランド・セフト・オートV』
Tu-160をモデルとした爆撃機「RO-86 Alkonost」が登場。プレイヤーが購入して所有することができる。武装は爆装のみだが、短距離離陸能力や、高高度を飛行すると自動的にステルスモードになるといった特性を有する。
また、「カヨ・ペリコ強盗」の準備ミッションでも登場し、フォート・ザンクード基地に保管されている機体を奪取することが目標となる。この機体については民間軍事会社「メリーウェザー」が所有しており、兵員を搭載してHALO（高高度降下低高度開傘）できるように改造されている。実際に強盗開始時に潜入手段として当機を選択すると、カヨ・ペリコ上空からプレイヤーがHALOすることができる。